# Usina térmica de Vuhlehirska

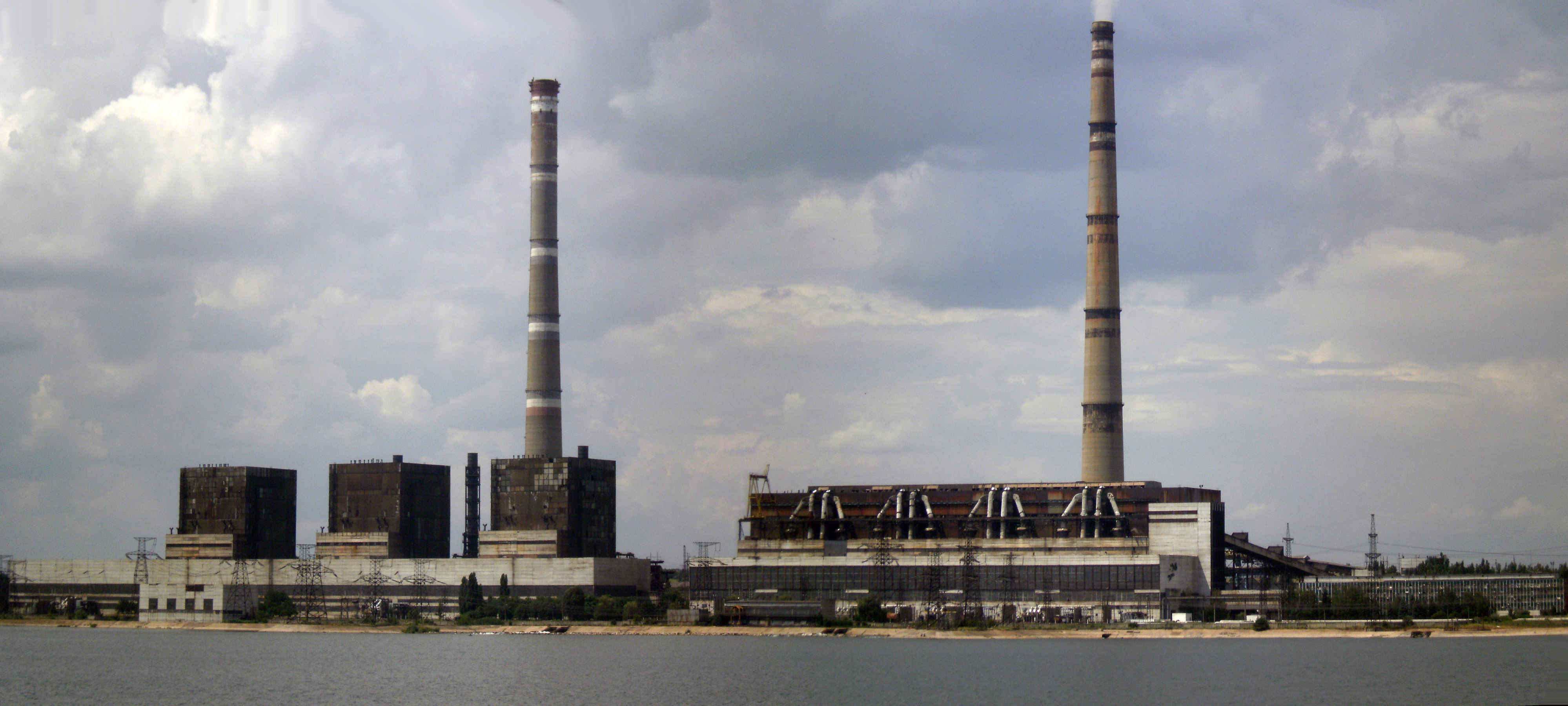
Usina térmica de Vuhlehirska

A Usina térmica de Vuhlehirska (também conhecida como Vuhlehirska TES, em ucraniano: Вуглегірська ТЕС) é uma usina termoelétrica movida a combustíveis fósseis localizada em Svitlodarsk, Ucrânia. Ela consiste em 7 geradores com uma potência total de 3.600 MW e foi colocada em serviço entre 1972 e 1977. A usina tem 4 turbinas a carvão que operam regularmente como fonte de energia básica e 3 caldeiras a gás que são usadas como unidades de pico. A usina possui uma chaminé de gases de combustão que mede 320 metros de altura (1050 pés), uma das estruturas mais altas da Ucrânia. Desde agosto de 1995, a usina é operada pelo Centro de Energia da Ucrânia (Centrenergo).

## História
Em 29 de março de 2013, quatro geradores de energia da usina foram destruídas como resultado de um grande incêndio, no qual um funcionário foi morto e oito trabalhadores feridos foram hospitalizados.
De acordo com informações publicadas na revista Compressor Tech em 22 de março de 2022, durante a invasão da Ucrânia pela Rússia em 2022, o oleoduto foi danificado por bombardeio de artilharia, mas técnicos conseguiram consertar o problema. Também foi relatado que a guerra havia interrompido a rede de transmissão em vários pontos.
Em 26 de julho de 2022, durante a ofensiva do leste da Ucrânia, as forças russas, da República Popular de Donetsk (RPD) e da República Popular de Lugansk (RPL) assumiram o controle completo da usina de energia.